# Cosmas Ier
 Cosmas Ier est patriarche de Constantinople de peu après le 2 août 1075 au 8 mai 1081.

## Biographie
Le patriarche Cosmas Ier, successeur de Jean VIII Xiphilin, est surtout connu pour son intransigeance vis-à-vis du pouvoir impérial.
En 1078, il refuse de valider le mariage de l'empereur Nicéphore III Botaniatès avec Marie d'Alanie, la femme de l'empereur déchu Michel VII Doukas. Cette union ayant néanmoins été célébrée par un prêtre à la demande du César Jean Doukas, le patriarche Cosmas Ier fait déposer l'officiant qui n'a pas avant la cérémonie demandé l'autorisation du chartophylax de Sainte-Sophie, seul compétent en la matière. Cette déposition ne remet toutefois pas en cause la validité de l'union.
Trois ans plus tard, malgré les menaces d'Anne Dalassène, Cosmas Ier refuse cette fois de prononcer le divorce de son fils Alexis Ier Comnène et de son épouse Irène Doukas. Le patriarche met ainsi définitivement fin au projet de mariage du nouvel empereur avec Marie d'Alanie. Cosmas Ier, qui s'est attiré la haine de l'impératrice mère, est toutefois contraint de se démettre le 8 mai 1081.
Il a été proclamé saint par l'Église orthodoxe et il est fêté le 2 janvier.